# Liste des sites Natura 2000 des Landes
Cet article recense les sites Natura 2000 des Landes, en France.

## Statistiques
Les Landes compte en 2016 31 sites classés Natura 2000.
26 bénéficient d'un classement comme site d'intérêt communautaire (SIC), 5 comme zone de protection spéciale (ZPS).

## Liste
| Site                                                                | Type | Superficie (ha) | Fiche     | Coordonnées                        | Photo |
| ------------------------------------------------------------------- | ---- | --------------- | --------- | ---------------------------------- | ----- |
| Adour                                                               | SIC  | +02 100,        | FR7200724 | 43° 42′ 42″ nord, 1° 03′ 19″ ouest |       |
| Barthes de l'Adour                                                  | SIC  | +12 810,        | FR7200720 | 43° 31′ 00″ nord, 1° 18′ 44″ ouest |       |
| Bidouze                                                             | SIC  | +02 550,        | FR7200789 | 43° 22′ 58″ nord, 1° 03′ 35″ ouest |       |
| Champ de tir de Captieux                                            | SIC  | +09 284,        | FR7200723 | 44° 13′ 26″ nord, 0° 21′ 12″ ouest |       |
| Coteaux de Pimbo, de Geaune, de Boueilh et de Castelnau             | SIC  | +01 236,        | FR7200771 | 43° 35′ 47″ nord, 0° 24′ 08″ ouest |       |
| Dunes modernes du littoral landais d'Arcachon à Mimizan-Plage       | SIC  | +00739,         | FR7200710 | 44° 25′ 10″ nord, 1° 15′ 17″ ouest |       |
| Dunes modernes du littoral landais de Capbreton à Tarnos            | SIC  | +00439,         | FR7200713 | 43° 36′ 57″ nord, 1° 27′ 17″ ouest |       |
| Dunes modernes du littoral landais de Mimizan-Plage au Vieux-Boucau | SIC  | +00593,         | FR7200711 | 44° 04′ 32″ nord, 1° 19′ 22″ ouest |       |
| Dunes modernes du littoral landais de Vieux-Boucau à Hossegor       | SIC  | +00176,         | FR7200712 | 43° 44′ 04″ nord, 1° 25′ 35″ ouest |       |
| Étangs d'Armagnac                                                   | SIC  | +01 030,        | FR7300891 | 43° 53′ 45″ nord, 0° 01′ 51″ ouest |       |
| Gave d'Oloron et marais de Labastide-Villefranche                   | SIC  | +02 450,        | FR7200791 | 43° 22′ 29″ nord, 0° 51′ 20″ ouest |       |
| Gave de Pau                                                         | SIC  | +08 212,        | FR7200781 | 43° 24′ 08″ nord, 0° 39′ 01″ ouest |       |
| Gélise                                                              | SIC  | +03 815,        | FR7200741 | 44° 02′ 15″ nord, 0° 11′ 42″ est   |       |
| Lagunes de Brocas                                                   | SIC  | +0 0006,        | FR7200728 | 44° 03′ 30″ nord, 0° 33′ 20″ ouest |       |
| Reseau hydrographique des affluents de la Midouze                   | SIC  | +04 914,        | FR7200722 | 43° 59′ 02″ nord, 0° 26′ 11″ ouest |       |
| Reseau hydrographique du Midou et du Ludon                          | SIC  | +06 533,        | FR7200806 | 43° 53′ 59″ nord, 0° 14′ 07″ ouest |       |
| Tourbière de Mées                                                   | SIC  | +00097,         | FR7200727 | 43° 42′ 18″ nord, 1° 07′ 22″ ouest |       |
| Vallée du Ciron                                                     | SIC  | +03 637,        | FR7200693 | 44° 22′ 32″ nord, 0° 16′ 36″ ouest |       |
| Vallées de la Grande et de la Petite Leyre                          | SIC  | +05 686,        | FR7200721 | 44° 26′ 05″ nord, 0° 46′ 31″ ouest |       |
| Zone humide du Métro                                                | SIC  | +00159,         | FR7200725 | 43° 33′ 36″ nord, 1° 29′ 08″ ouest |       |
| Zones humides de l'ancien étang de Lit et Mixe                      | SIC  | +02 188,        | FR7200715 | 44° 03′ 17″ nord, 1° 15′ 44″ ouest |       |
| Zones humides de l'arrière dune du Marensin                         | SIC  | +01 383,        | FR7200717 | 43° 46′ 24″ nord, 1° 19′ 30″ ouest |       |
| Zones humides de l'arrière dune du Pays de Born et de Buch          | SIC  | +14 950,        | FR7200714 | 44° 21′ 08″ nord, 1° 10′ 21″ ouest |       |
| Zones humides associées au marais d'Orx                             | SIC  | +00988,         | FR7200719 | 43° 35′ 18″ nord, 1° 23′ 39″ ouest |       |
| Zones humides de l'étang de Léon                                    | SIC  | +01 283,        | FR7200716 | 43° 53′ 33″ nord, 1° 18′ 17″ ouest |       |
| Zones humides de Moliets, La Prade et Moisan                        | SIC  | +00100,         | FR7200718 | 43° 49′ 38″ nord, 1° 22′ 32″ ouest |       |
| Barthes de l'Adour                                                  | ZPS  | +15 651,        | FR7210077 | 43° 31′ 36″ nord, 1° 17′ 58″ ouest |       |
| Champ de tir du Poteau                                              | ZPS  | +12 277,        | FR7210078 | 44° 13′ 00″ nord, 0° 21′ 30″ ouest |       |
| Courant d'Huchet                                                    | ZPS  | +00683,         | FR7210031 | 43° 53′ 30″ nord, 1° 19′ 45″ ouest |       |
| Marais d'Orx                                                        | ZPS  | +00752,         | FR7210063 | 43° 35′ 45″ nord, 1° 23′ 45″ ouest |       |
| Site d'Arjuzanx                                                     | ZPS  | +02 128,        | FR7212001 | 44° 00′ 30″ nord, 0° 51′ 57″ ouest |       |